# Domstiftsgebäude Bautzen

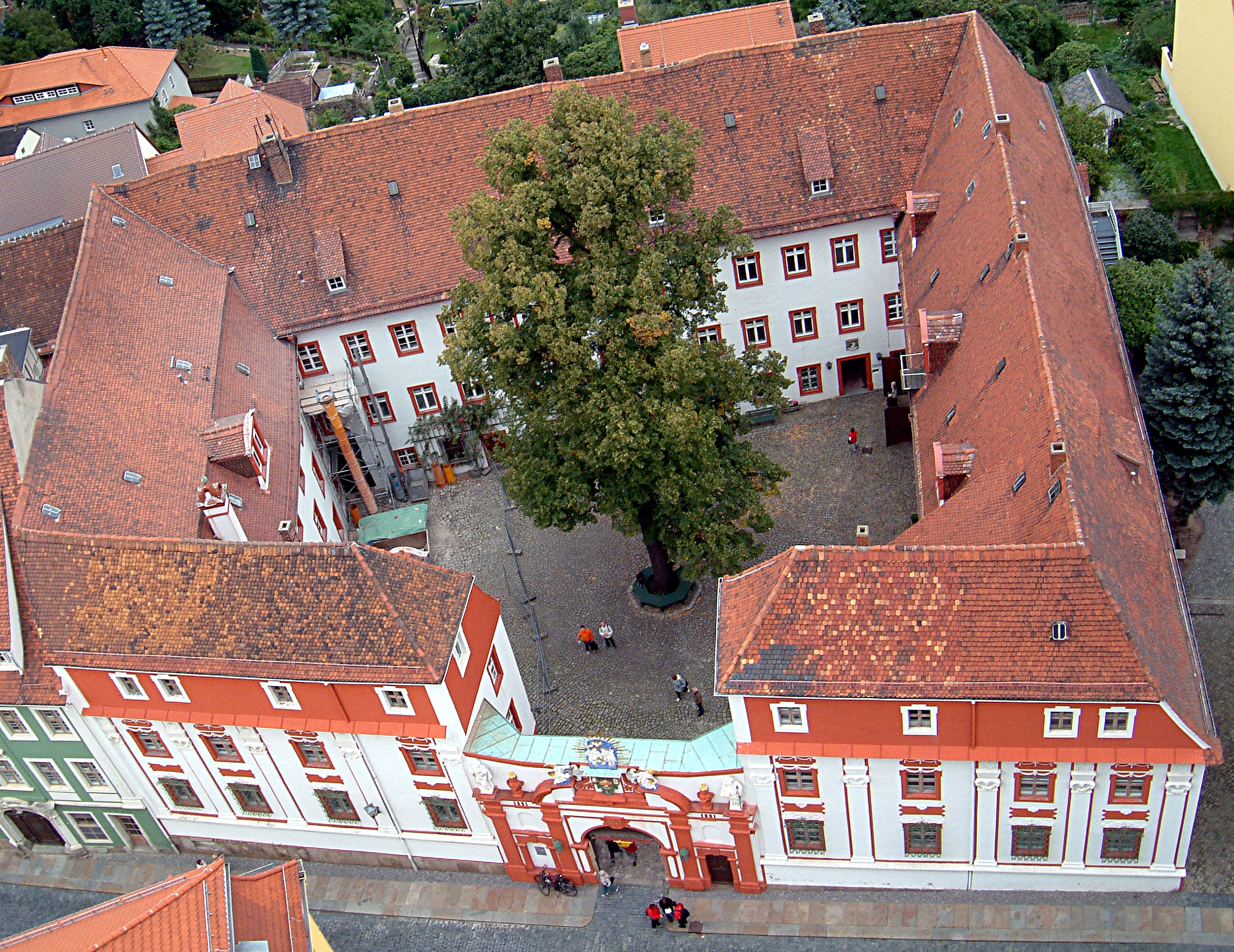
Ansicht vom Domturm

Das barocke Ensemble der Domstiftsgebäude Bautzen wird verkürzt auch einfach als Domstift bezeichnet; es beherbergte das Domstift Bautzen. Die Domstiftsgebäude bilden eine hufeisenförmige barocke Baugruppe mit Innenhof in Bautzen; sie dienten bis 1980 als Amts- und Wohnsitz des bischöflichen Administrators bzw. des Bischofs des Bistums Meißen. Heute werden die Gebäude als Archiv, Bibliothek und Domschatzkammer des Doms St. Petri in Bautzen genutzt.

## Geschichte

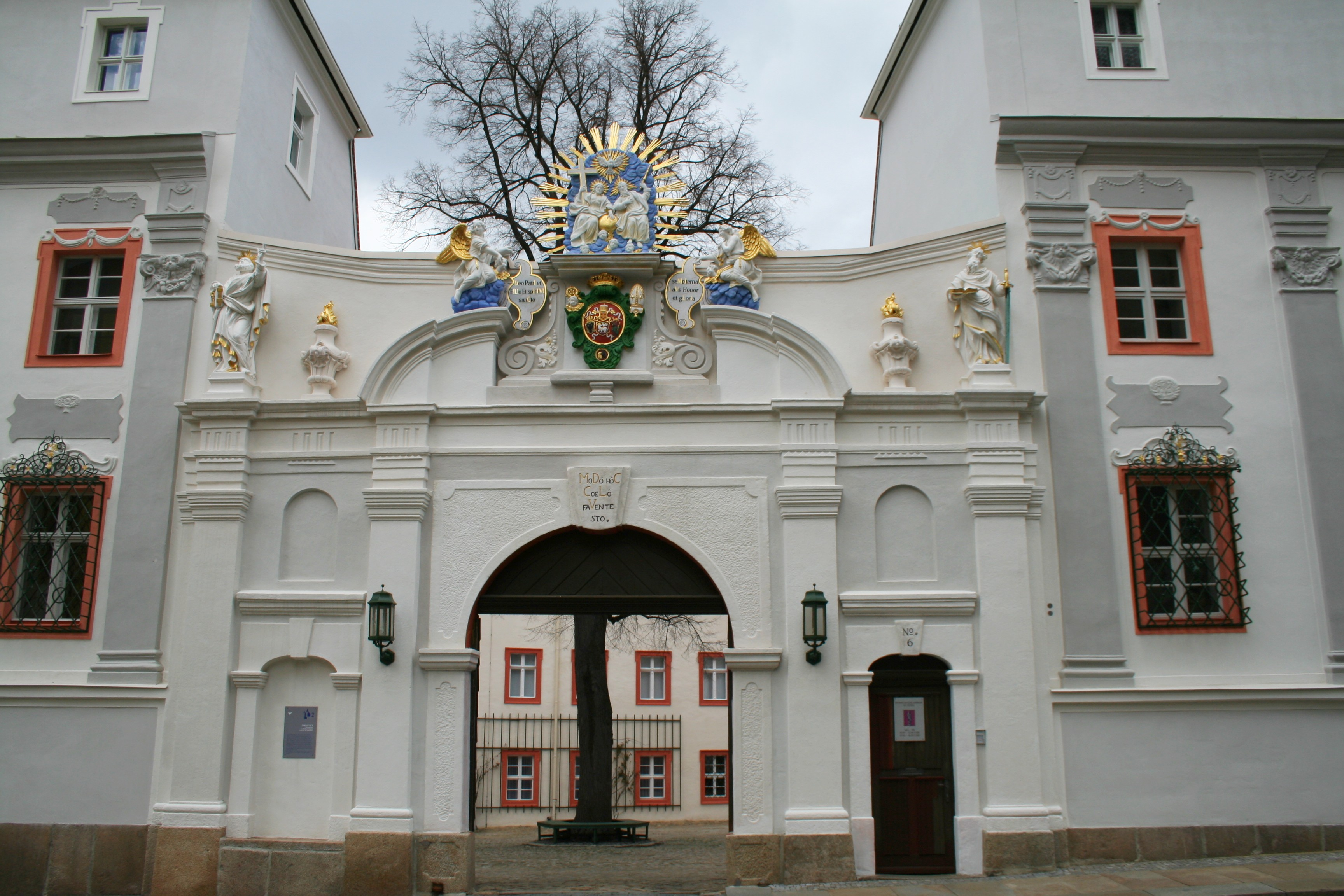
Portal des Domstifts, nach der Sanierung 2010

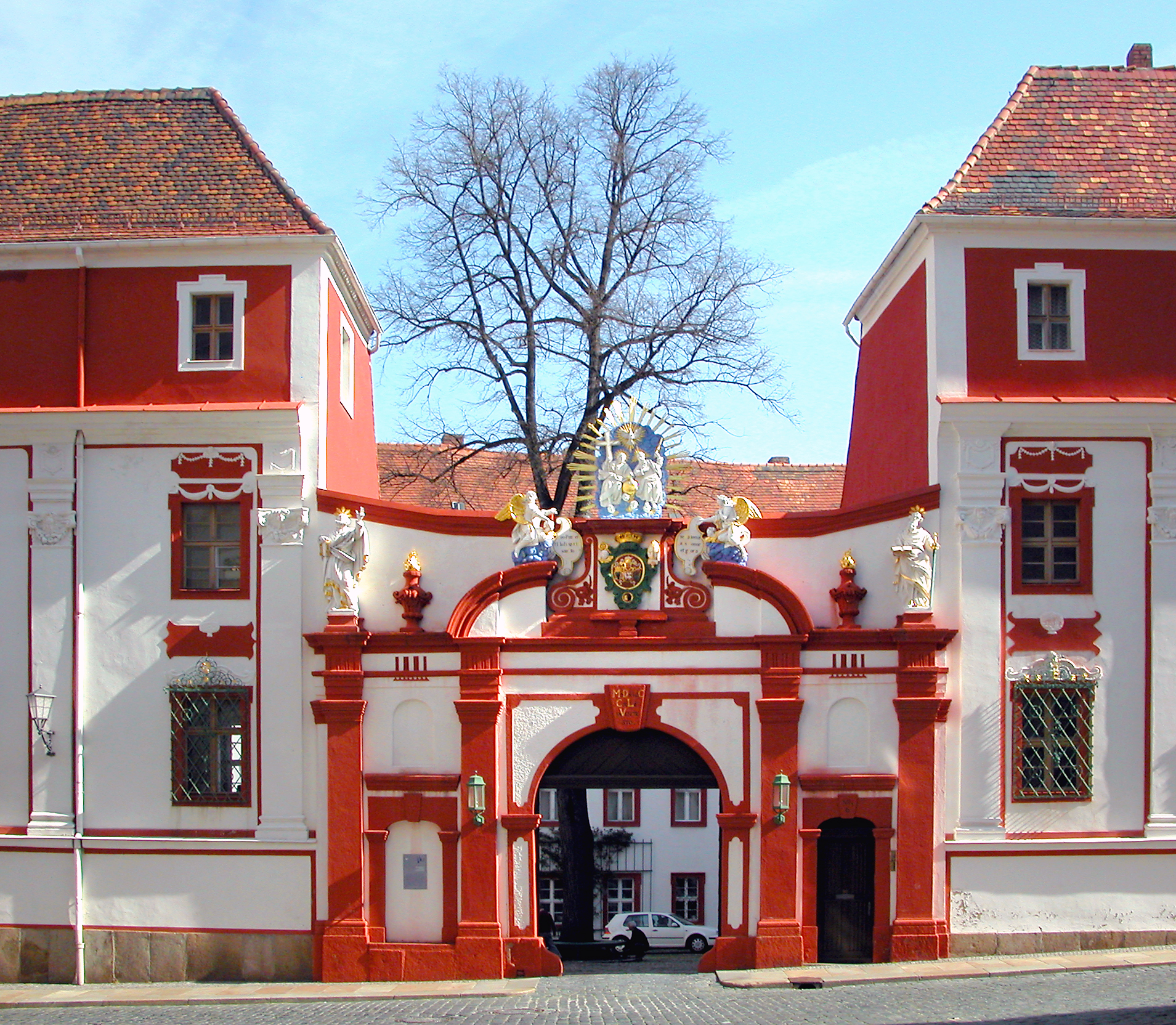
Domstift Bautzen, Zustand 2008

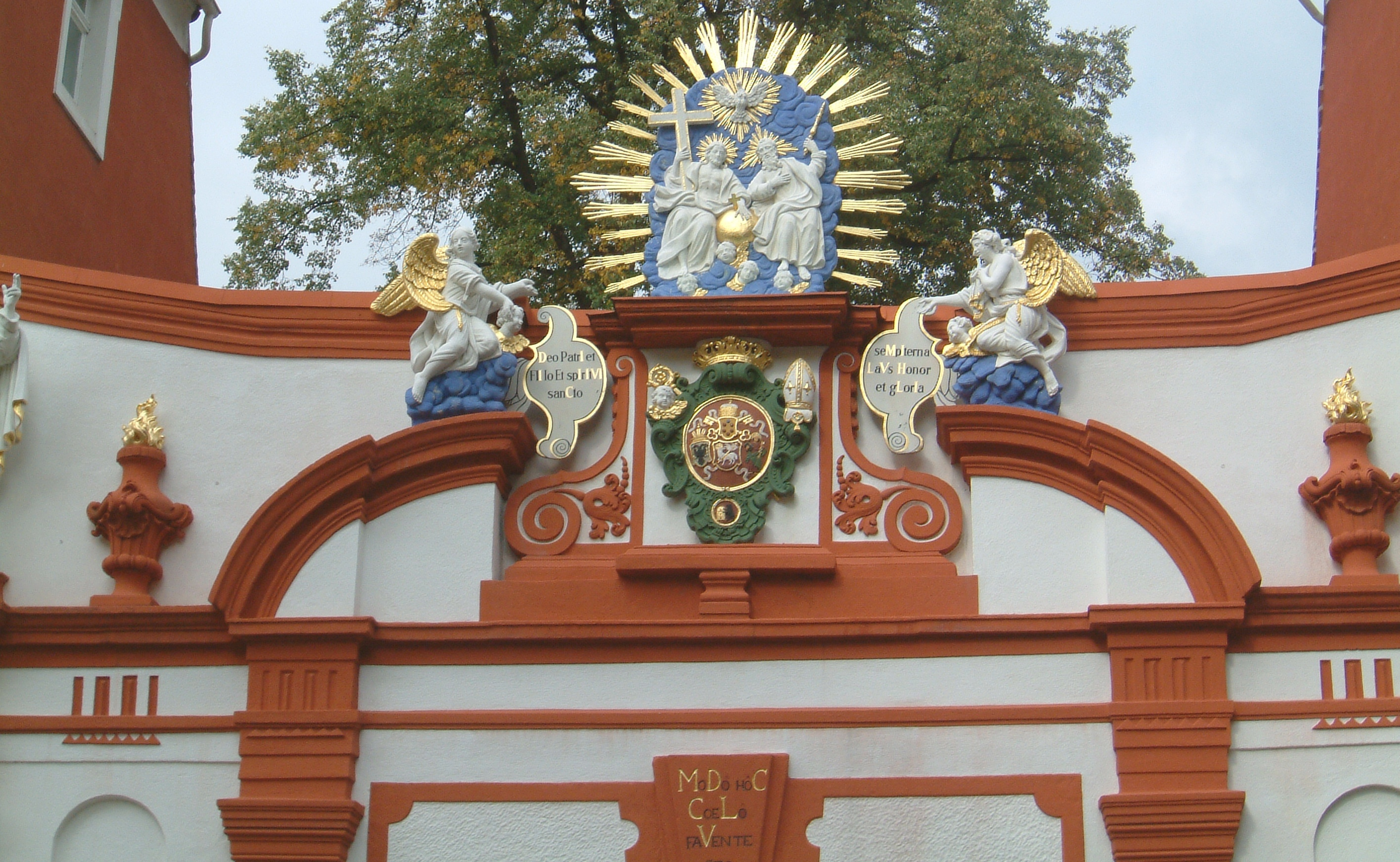
Portaldetail

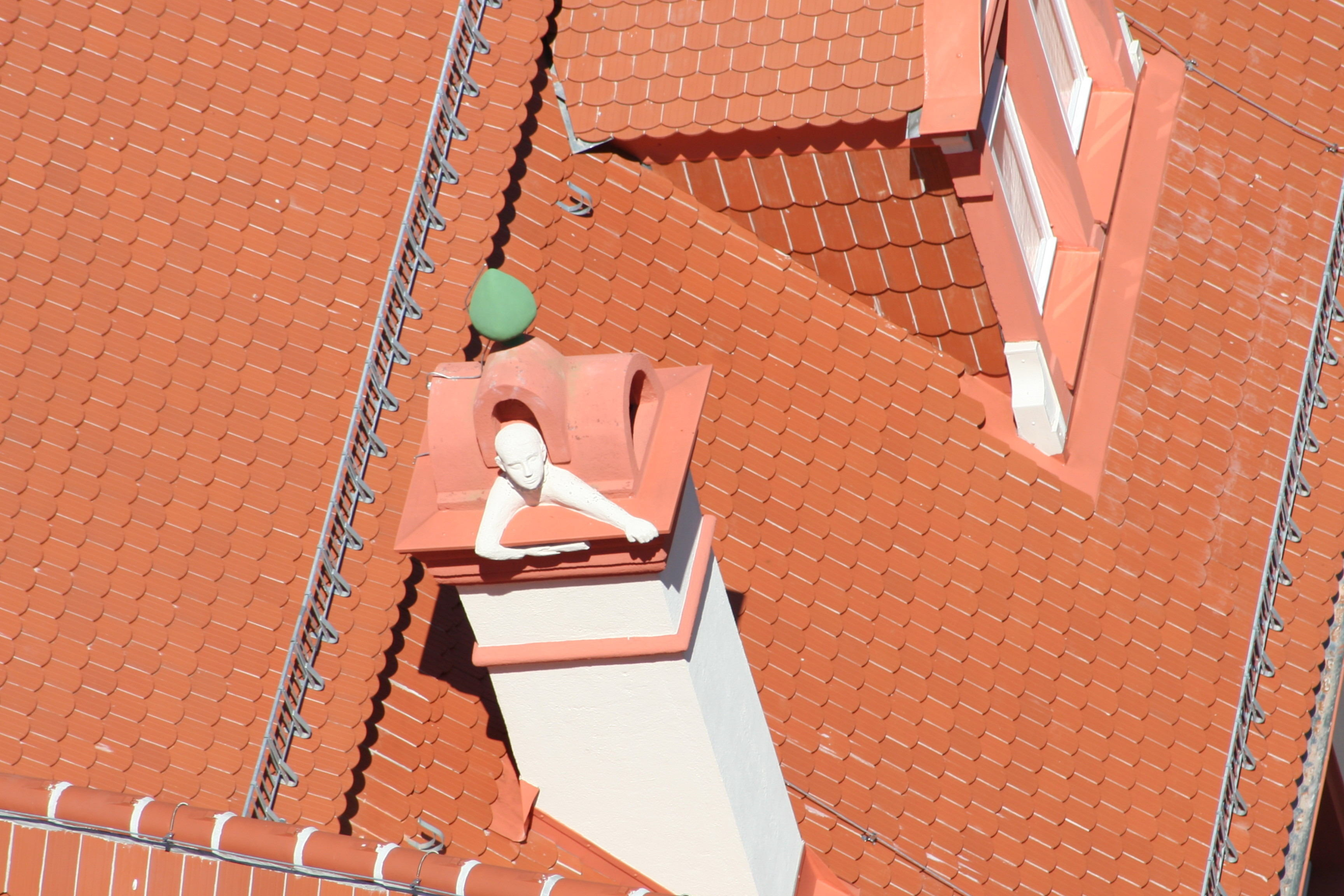
Verzierter Schornstein

Von dem ursprünglichen Bauwerk aus dem Jahr 1507 ist nur noch wenig erhalten. Das heutige Bauwerk wurde im Wesentlichen 1683 unter Beteiligung von Antonio Caldire erbaut. In den Jahren 1753–1755 wurde die Südfront mit dem Hauptportal durch Christian Jehnel gestaltet und das Bauwerk bis 1768 durch ein drittes Geschoss erweitert. Nach Kriegsschäden erfolgte der Wiederaufbau in den Jahren 1950–1953. Restaurierungen wurden in den Jahren 1955–1958 (innen), 1975–1977 (außen und innen), 1983–1985 (innen, dabei Einrichtung der Domschatzkammer), 1991–1993 (außen) und 2008 (innen) vorgenommen.

## Architektur
Die Vierflügelanlage mit einem mächtigen barocken Portal ist um einen trapezförmigen Hof gruppiert. Die rot und weiß gefasste Hauptfassade wird durch das große Portal und die beiden flankierenden Gebäude mit unregelmäßigem Walmdach geprägt. Das Hauptportal ist rundbogig gestaltet, das korbbogige Nebenportal ist symmetrisch nach Westen als eine Wandblende wiederholt. Im gesprengten Giebel ist das Wappen des Domstifts angebracht, das von Engeln mit Schriftkartuschen flankiert wird, deren Chronogramm das Jahr der Ausstattung mit Figuren mit 1768 angibt. Das Chronogramm im Schlussstein des Portals gibt die bauliche Vollendung mit 1755 an. Als Bekrönung ist ein farbig gefasstes Relief mit einer Darstellung der Dreifaltigkeit angeordnet, zum Hof hin eine Darstellung der Maria Immaculata. Über den seitlichen Pilastern steht links eine Skulptur des Petrus, rechts des Paulus; der Figurenschmuck entstammt der Werkstatt des Jakob Delenka. Das Giebelgeschoss wird von einer zur Mitte hin abgesenkten Mauer hinterfangen.
Die seitlichen Gebäude sind in beiden Geschossen durch ionische Kolossalpilaster gegliedert, mit geohrten Fensterrahmen und weiteren barocken Dekorationselementen dazwischen. Die Hoffassaden sind demgegenüber schlicht gehalten, ebenfalls mit geohrten Fenstern und verschiedenen Portalen. An der Nordseite sind zwei ältere Bauteile erhalten, die mit einem fast rundbogigen Portal (das in der Zeit um 1680 durch eine barocke Maske und ein Türgehänge ergänzt wurde) mit einer Schrifttafel mit der Jahreszahl 1507 darüber und einem einfachen Vorhangbogenfenster versehen sind. An der Westwand ist eine mit Lorbeerranken eingefasste Schrifttafel mit Chronogramm angebracht. Über dem Westflügel ist ein Schornsteinkopf mit zwei Rundtonnen und einem Pinienzapfen sowie einer herausschauenden Figur mit Schriftrolle zu sehen. Die Außenfassaden der Flügel sind ebenfalls schlicht, am dritten Geschoss der Nordseite ist ein kleiner Erker angeordnet.
Im Innern ist an der Südwestecke ein spätgotisches Spitzbogenportal mit Stabdurchdringungen zu finden. Im Erdgeschoss sind die Räume zumeist durch einfache Kreuzgratgewölbe, in den Obergeschossen des Ostflügels durch schlichte Gewölbe abgeschlossen. Im Nordostwinkel des ersten Obergeschosses liegt die von Kreuzgewölben abgeschlossene bischöfliche Hauskapelle. Dort ist ein Tragaltar aus Holz zu sehen, mit einem Gemälde (vermutlich von Johann Hajek 1782 ausgeführt) „Joseph betet das auf einer Hobelbank sitzende Christkind an“, in einem reich geschnitzten Rahmen.
Im ersten Obergeschoss des West- und Nordflügels sind unterschiedliche, teilweise aufwändige Stuckdecken mit pflanzlichen und ornamentalen Motiven zu finden. Im Südwesten liegt das Treppenhaus; in den beiden Obergeschossen sind kassettierte, farbig bemalten Holzdecken erhalten, die im ersten Geschoss Landschaften und Jagdszenen zeigen. Eine hölzerne Wendeltreppe mit einer Tiermaske am Ansatz zur Spindel führt vom ersten zum zweiten Obergeschoss. Im ehemaligen Kapitelsaal sind Reste einer Wandmalerei mit Blumen und Stoffdraperien aus der Zeit um 1760 erhalten. Im Speisesaal stammt die Ausmalung vom Ende des 19. Jahrhunderts.

## Ausstattung
Zur Ausstattung gehören Gemälde mit Darstellungen der Dekane des Bautzener Domstifts, weiterhin historische Möbel, darunter eine prächtige Truhe aus dem Jahr 1605, die aufwändig mit Relief und Intarsienschmuck mit einem Bildnis des Stifters Christoph Blöbel verziert ist. Weiter zu erwähnen sind ein Kruzifix auf einem Golgatha-Sockel sowie zwei Leuchter aus Meißner Porzellan von Johann Joachim Kändler aus der Mitte des 18. Jahrhunderts.

## Domschatzkammer
Im ersten Obergeschoss ist seit 1985 die Domschatzkammer untergebracht, deren Decken mit linearen Stuckornamenten verziert sind. Aus der reichen Sammlung besonders zu erwähnen sind:
- ein kupfervergoldeter Evangeliar-Deckel mit Kreuzigungsgruppe und Edelsteinen vom Anfang des 13. Jahrhunderts, der 1398 von Peter Vasold zum Tragaltar umgestaltet wurde, mit Reliquienbehälter auf der Rückseite,
- eine aufwändig gearbeitete teilvergoldete Silbermonstranz aus Bautzen von 1520,
- fein gearbeitete Reliquienstatuetten eines heiligen Petrus und heiligen Bartholomäus aus Silber mit teilweiser Vergoldung, aus Bautzen, aus der Zeit um 1520, gefertigt vermutlich von dem Nürnberger Paul Müllner oder aus einer Bautzner Werkstatt,
- lebensgroße Figuren der heiligen Bischöfe Willibrordus mit dem Modell einer Kapelle und Bonifatius im Bischofsornat mit einem großen Buch, beide aus Lindenholz, teilweise poliert und teils vergoldet aus der Zeit um 1730 von Johann Benjamin Thomae,
- zwei bewegt gestaltete Engelfiguren aus Lindenholz, weiß poliert, aus der Zeit um 1725, ebenfalls von Thomae vom sogenannten Dresdner Altar,
- ein heiliger Sebastian in Lebensgröße, in pathetischer Position an einen Baumstamm gefesselt, aus Lindenholz, vom Beginn des 18. Jahrhunderts, aus der Permoser-Schule.